# جوستين فوس
جوستين فوس (بالإنجليزية: Heath Voss)‏ هو متسابق دراجات نارية أمريكي، ولد في 17 فبراير 1978.